# Driesmolen
De Driesmolen is een watermolen in het dorp Velzeke in Velzeke-Ruddershove, deelgemeente van de stad Zottegem.
De Driesmolen ligt aan de Molenbeek op goed driehonderd meter ten zuiden van de Sint-Martinuskerk van Velzeke , aan het Jan de Lichtepad en op de weg naar Strijpen, langs de Herenput bij het kruispunt met de Beugelstraat. De molen gaat minstens tot de 17de eeuw terug en ontleende zijn naam aan de vroegere dries (gemeenschappelijke weide van het dorp), waar de "Driesmolen" naast ligt.
In het begin van de 18de eeuw stond bij de Driesmolen ook de ouderlijke woonst van de beruchte Jan de Lichte. Aan die woonst is een (volks)verhaal verbonden. Twee Franse officieren van Lodewijk XIV van Frankrijk zouden ooit aangepapt hebben met de vrouw des huizes van een boerderij in Velzeke; de soldaten werden daarom door de boer en zijn knecht vermoord. De boer en zijn knecht werden opgehangen aan een beuk naast de herberg, de vrouw werd verbannen. De hoeve werd door de Fransen in brand gestoken, en vele jaren later namen Jan de Lichtes ouders Tjeef en Beth hun intrek in diezelfde hoeve.
Op de gevel boven het rad staat in de muur het jaartal 1708, maar dat slaat ongetwijfeld op een verbouwing. De molen vormt een onderdeel van een boerderij. In 1934 een werd er een elektrische motor geïnstalleerd. Molenaar Jules De Clercq liet het waterwiel tot midden de jaren 1990 dagelijks draaien. Het unieke aan deze molen is het houten bovenslagrad, het enige houten bovenslagwiel in Oost-Vlaanderen. De molen bezit drie koppels maalstenen, met minstens één koppel uit Franse natuursteen. De steenkisten zijn vermoedelijk nog de originele 17de-eeuwse. 
De Driesmolen werd in 1983 als monument erkend en als dorpsgezicht beschermd.
De laatste molenaar liet, ondanks de elektrische motor, het rad nog elke dag draaien tot in de jaren 1990. Na zijn dood trad het verval in. In 2019 werd een vistrap gebouwd op de Molenbeek ter hoogte van de Driesmolen om vismigratie vanuit de Zwalm mogelijk te maken. De huidige eigenaar sinds 2014 is een aannemer. In 2020 werden instandhoudingswerken uitgevoerd.
Vlak bij de Driesmolen ligt het ontmoetingsplein Den Herenput, een deel- en teeltuin als samenwerking van psychiatrisch ziekenhuis Frapello en Streekmotor23. In 2023 werd er een muurschildering aangebracht met een citaat van Vincent Van Gogh. 

## Afbeeldingen

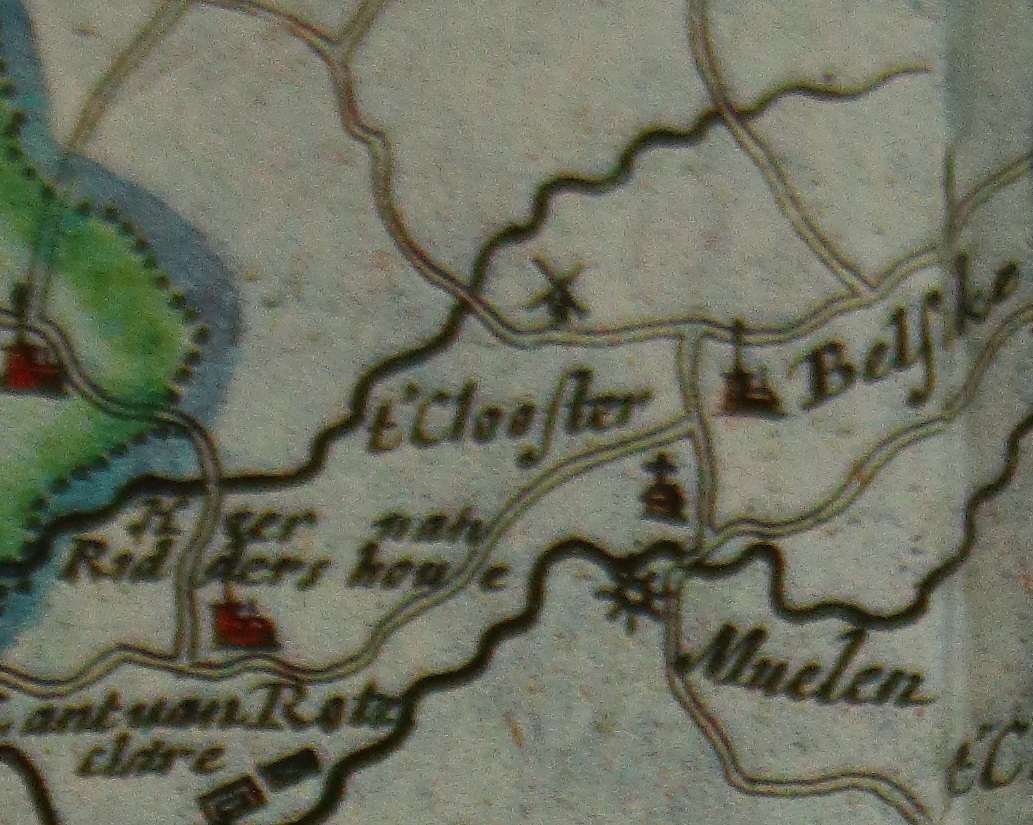
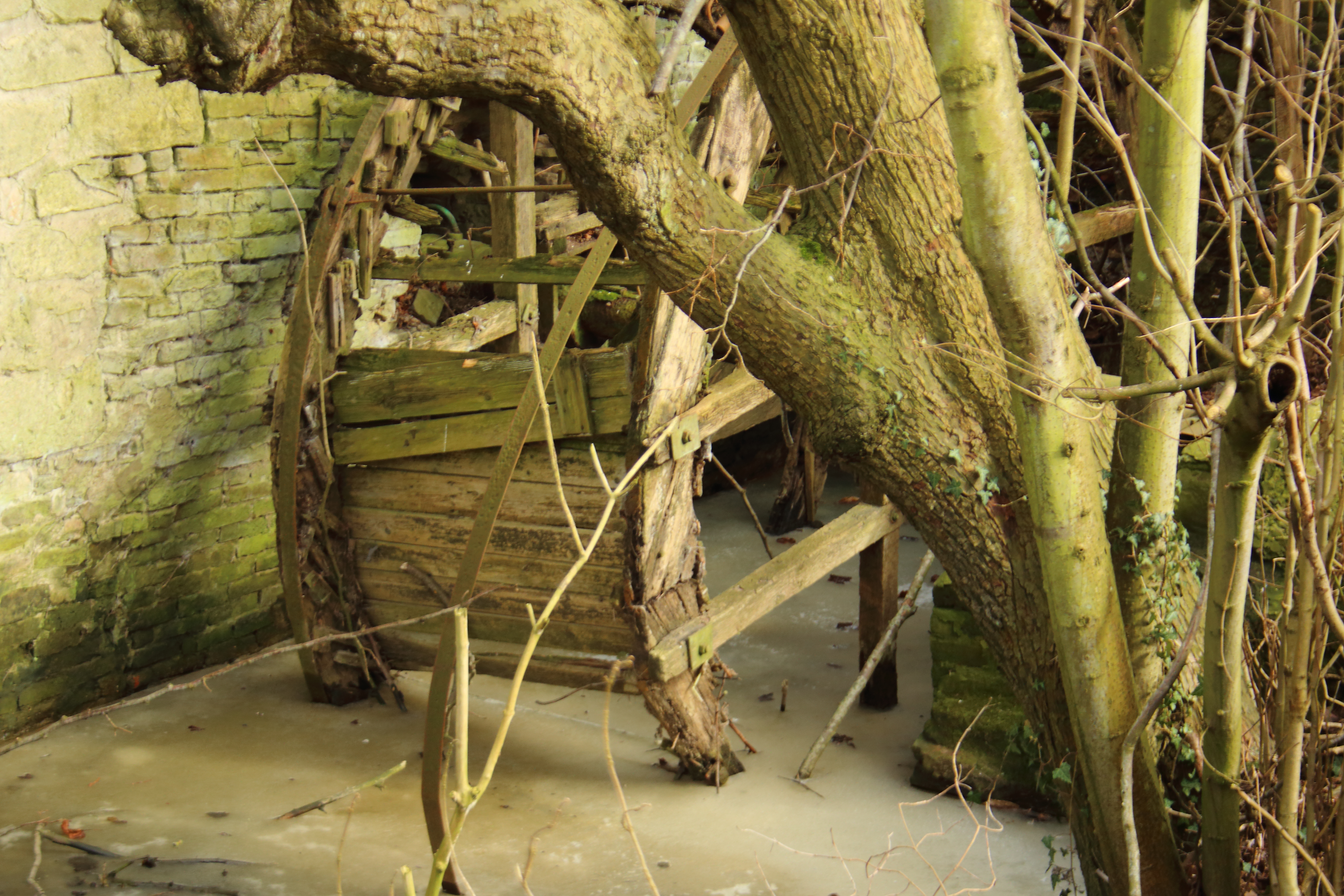
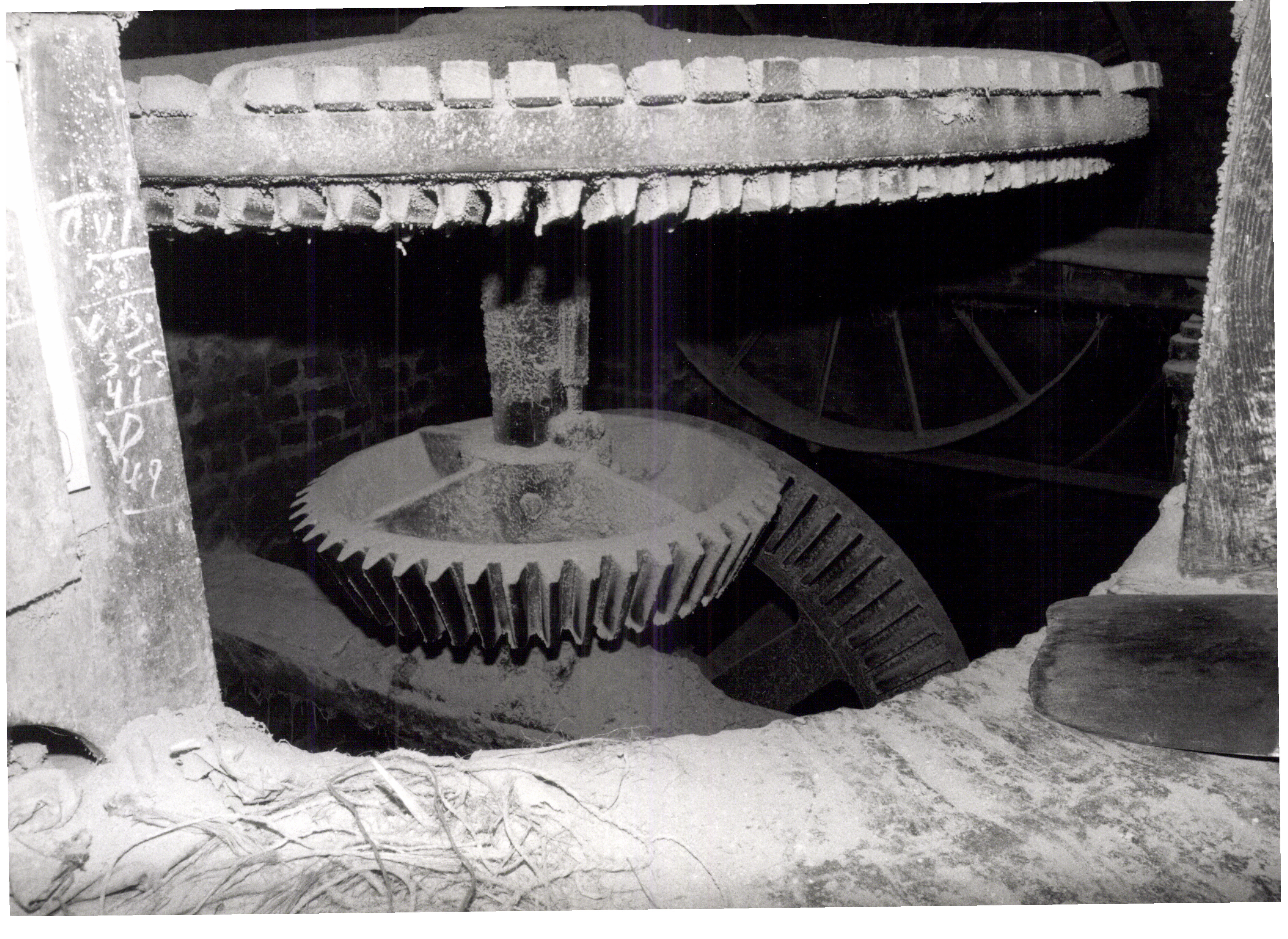
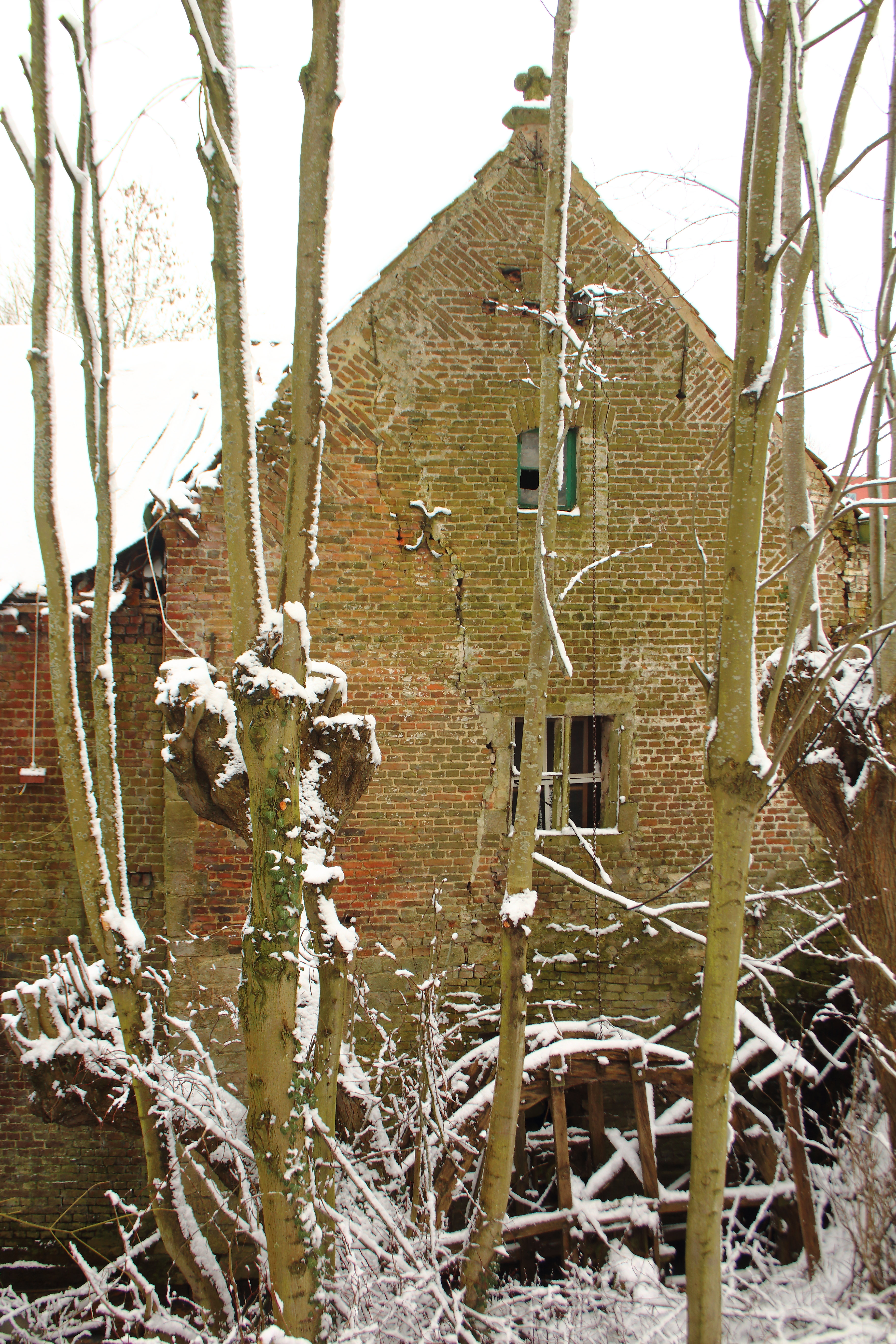
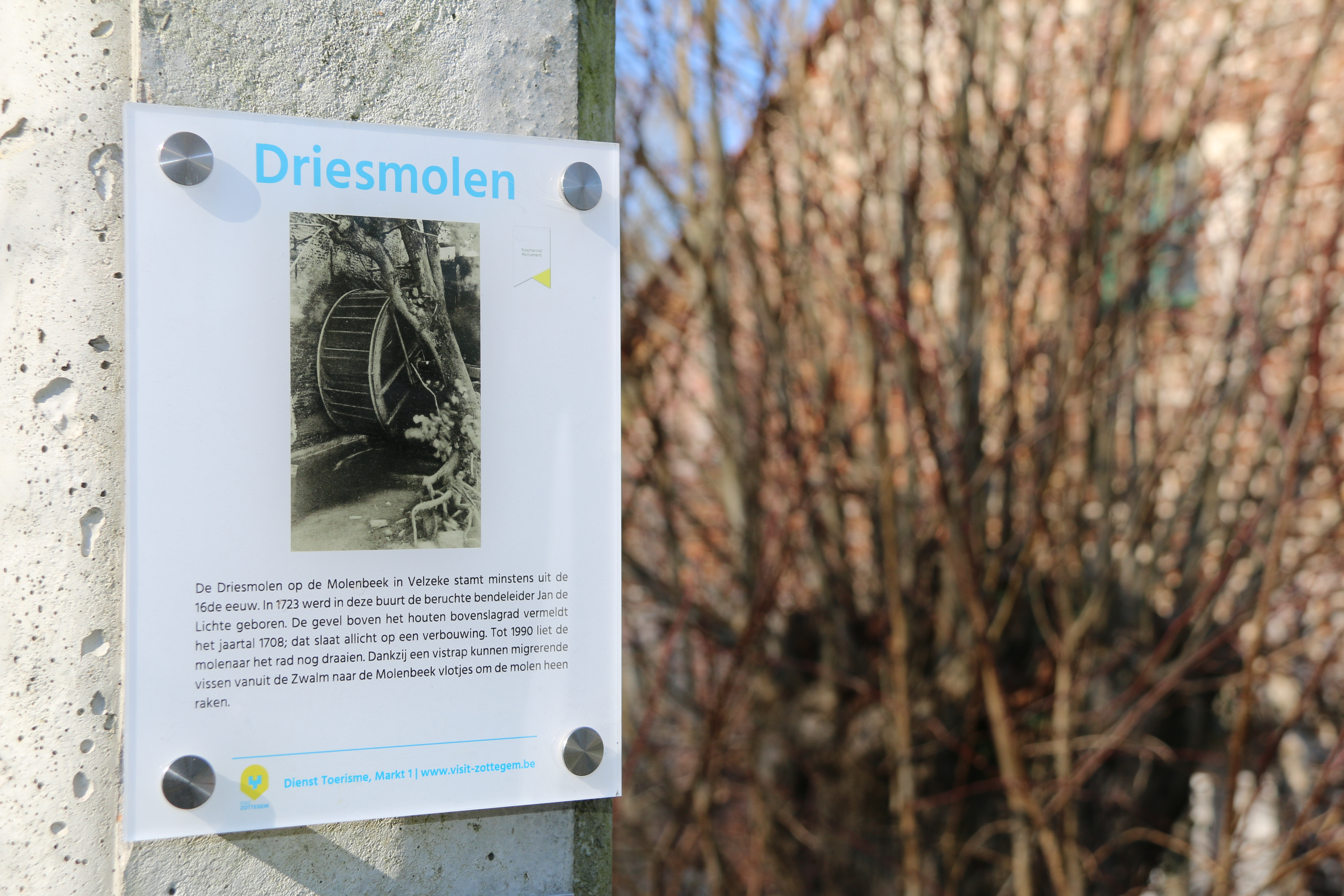
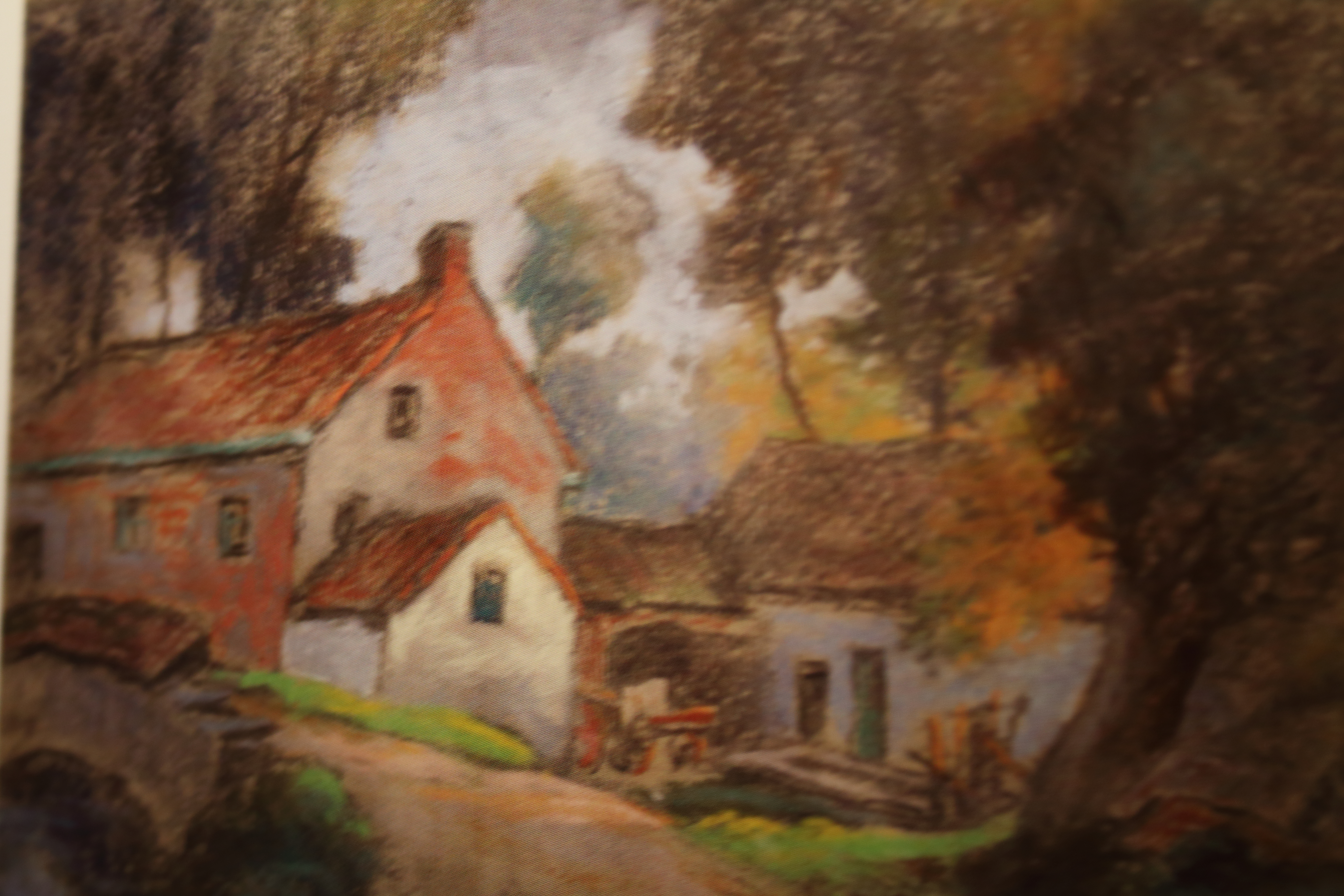